# اریک توهیر
اریک توهیر یک تاجر اندونزیایی ست. او رئیس سابق باشگاه فوتبال اینتر میلان در سری آ ایتالیا و مالک اصلی باشگاه فوتبال دی.سی. یونایتد در لیگ برتر فوتبال آمریکا و همچنین مالک اصلی باشگاه فوتبال اندونزیایی پرسیب باندونگ است.

## ریاست اینتر میلان
در دسامبر ۲۰۱۳ ماسیمو موراتی مالک و رئیس وقت باشگاه اینتر میلان تأیید کرد که در حال بحث برای واگذاری ۷۰٪ از سهام باشگاه به توهیر است. در ۱۵ اکتبر ۲۰۱۳ شرکت International Sports Capital به رهبری اریک توهیر مالکیت اصلی اینتر میلان را با ۷۰٪ از سهام را بدست آورد. در ۱۵ نوامبر در جلسه عمومی باشگاه اریک توهیر به جای ماسیمو موراتی بعنوان مدیر باشگاه منصوب شد.